# Doğan Bayraktar
Doğan Bayraktar é uma Ator Turco conhecida por seu papel como Aslan Aslanbey na série de televisão turca Hercai, o que a levou a obter grande reconhecimento.

## Carreira
Doğan nasceu em 1995 em Istambul. Ele estudou Aviação Civil e Serviços de Cabine na Universidade Nişantaşı, participou do concurso de modelagem Best Model of Turkey 2015 organizado por Erkan Özerman durante sua formação universitária e foi selecionado como Segundo Finalista. Ele teve sua primeira experiência de atuação com a série Savaşçı, que começou a ser exibida na FOX em 2017. Mais tarde, ele assumiu um papel na série Hercai. Ele interpretou o personagem de Korkut Buğra Orbay na série Börü 2039 transmitida em BluTV entre 2021 e 2022. Por fim, ele desempenhou o papel de Ekin na série de TV Gülümse Kaderine, que foi ao ar na FOX em 2022.

## Filmografia
| Ano       | Título           | Papel                                     | Nota(s)         |
| --------- | ---------------- | ----------------------------------------- | --------------- |
| 2017-2020 | Savaşçı          | Suboficial Sargento Mayor Selçuk Yenilmez | Papel principal |
| 2021      | Hercai           | Aslan Aslanbey                            | Papel principal |
| 2022      | Gülümse Kaderine | Ekin                                      | Papel principal |

| İnternet  | İnternet  | İnternet           | İnternet   |
| Ano       | Titulo    | Papel              | Plataforma |
| --------- | --------- | ------------------ | ---------- |
| 2021-2022 | Börü 2039 | Korkut Buğra Orbay | BluTV      |